# Покровск (Русија)
Покровск (рус. Покровск) мање је урбано насеље и административни центар Хангаласког рејона у централном делу Јакутије. Насеље се налази на левој обали реке Лене, 78 км југозападно од Јакутску.
У оближњој близини данашњег града, године 1682. је најпре подигнут манастир. Око тог манастира је формирано и првобитно насеље, али је оно током времена, због разних немира и буна, спаљивано и рушено више пута. Садашње насеље је обновљено почетком ХХ века.
Насеље има 9.193 становника (2013).

## Становништво
| 1939. | 1959. | 1970. | 1979. | 1989. | 2002.  | 2010. |
| ----- | ----- | ----- | ----- | ----- | ------ | ----- |
| 2.300 | 5.038 | 6.574 | 7.342 | 9.283 | 10.092 | 9.495 |